# Slavko Luštica
Slavko Luštica (Kumbor, 11. siječnja 1923. – Split, 4. srpnja 1992.), poznat kao Žiga, bivši hrvatski nogometni igrač i trener
Počeo je s nogometom u juniorima šibenskog Osvita. No, zapažen je tek kao član omladinske reprezentacije kada je u Beogradu pobijeđena moćna Mađarska. Od tad je branič Hajduka. Odigrao je sve utakmice za Hajduk za vrijeme kada je klub bio prebačen na Vis. Poslije rata osvaja 3 naslova prvaka do sredine 1950-ih te bilježi 634 utakmice u "bilom" dresu, po čemu je treći u povijesti Hajduka. Uz to, postigao je i 86 pogodaka.
Za reprezentaciju debitira 23. kolovoza 1951. u Oslu, a malo više od godinu poslije igra svoju posljednju utakmicu s Egiptom u Beogradu. 
Kasnije postaje trenerom Hajduka kojeg vodi 3 godine, te osvaja titulu 1971.
Statistika u Hajduku
| Natjecanje        | Nastupi | Zgoditci |
| ----------------- | ------- | -------- |
| Prvenstvo         | 226     | 19       |
| Kup               | 30      | 3        |
| Superkup          | 0       | 0        |
| Međunarodne       | 2       | 0        |
| Splitski podsavez | 0       | 0        |
| Ukupno            | 258     | 22       |
| Prijateljske      | 376     | 64       |
| Sveukupno         | 634     | 86       |